# Chani (Ort)
Chani (jakutisch und russisch Хани) ist eine Siedlung städtischen Typs in der Republik Sacha (Jakutien) in Russland mit 764 Einwohnern (Stand 14. Oktober 2010).

## Geographie
Der Ort liegt knapp 800 km Luftlinie südwestlich der Republikhauptstadt Jakutsk an der südöstlichen Flanke des Udokangebirges, eines Teils des Stanowoihochlandes. Er befindet sich am linken Ufer des gleichnamigen Oljokma-Nebenflusses Chani, der dort die Grenze zur Oblast Amur markiert. Etwa 5 km westlich verläuft die Grenze zur Region Transbaikalien.
Chani gehört zum Rajon Nerjungrinski und befindet sich knapp 300 km westlich von dessen Verwaltungszentrum Nerjungri. Die Siedlung ist Sitz und einzige Ortschaft der Stadtgemeinde (gorodskoje posselenije) Possjolok Chani.

## Geschichte
Die Siedlung wurde während des Baus der Baikal-Amur-Magistrale (BAM) in der zweiten Hälfte der 1970er-Jahre gegründet. Seit 1981 besitzt Chani den Status einer Siedlung städtischen Typs. Nach weitgehender Fertigstellung der Bahnstrecke Ende der 1980er-Jahre und infolge fehlender weiterer Entwicklung verließen seither über zwei Drittel der Einwohner den Ort.
| Jahr | Einwohner * |
| ---- | ----------- |
| 1989 | 2362        |
| 2002 | 933         |
| 2010 | 764         |

## Verkehr
Chani liegt an der Baikal-Amur-Magistrale (BAM) bei Streckenkilometer 1864 ab Taischet sowie an der größtenteils unbefestigten Straße, die der Bahnstrecke folgt. Chani ist die einzige größere Station der BAM-Hauptstrecke auf dem Territorium der Republik Sacha (Jakutien) und letzter Bahnhof auf dem von der Dalnewostotschnaja schelesnaja doroga (Fernost-Eisenbahn) betriebenen Abschnitt; westlich beginnt der Abschnitt der Wostotschno-Sibirskaja schelesnaja doroga (Ostsibirische Eisenbahn).